# Avranches
Avranches település Franciaországban, Manche megyében. Lakosainak száma 10 225 fő (2022. január 1.). Avranches Marcey-les-Grèves, Ponts, Saint-Jean-de-la-Haize, Saint-Senier-sous-Avranches, Le Val-Saint-Père, Saint-Loup és Saint-Quentin-sur-le-Homme községekkel határos.

## Népesség
A település népességének változása:
| Lakosok száma | 7890 | 7766 | 8367 | 10 155 | 10 246 | 10 264 | 10 277 | 10 240 | 10 225 |
|               | 2013 | 2015 | 2016 | 2017   | 2018   | 2019   | 2020   | 2021   | 2022   |